# Heather Angel
Heather Angel, född 9 februari 1909 i Oxford, England, död 13 december 1986 i Santa Barbara, Kalifornien, USA, var en brittisk-amerikansk skådespelare.

## Filmografi i urval
- 1934 – Mordgåtan i Trinidad
- 1935 – Mysteriet Edvin Drood
- 1935 – Angivaren
- 1936 – Den siste mohikanen
- 1940 – En man för Elizabeth
- 1941 – Illdåd planeras?
- 1944 – Livbåt
- 1962 – Jagad av skräck